# Sphaerodactylus intermedius
Sphaerodactylus intermedius är en ödleart som beskrevs av  Barbour och RAMSDEN 1919. Sphaerodactylus intermedius ingår i släktet Sphaerodactylus och familjen geckoödlor. Inga underarter finns listade i Catalogue of Life.